# Huja (hivatalnok)

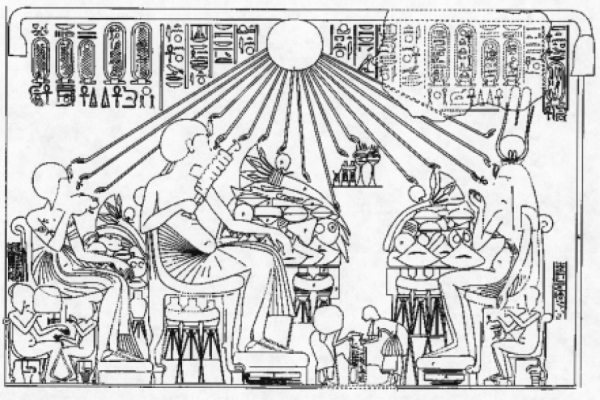
Lakoma Huja sírjában

Huja ókori egyiptomi hivatalnok a XVIII. dinasztia idején, Tije királyné szolgálatában. Ahet-Atonban (ma: el-Amarna) fennmaradt magánsírjának díszítései fontos történelmi dokumentumnak számítanak.
Huja Tije királyné háznagya és a királyi hárem és kincstár felügyelője volt, és valószínűleg Heruefet követte ezen a poszton. Feleségével, Tujával és nővérével, Wen-herrel együtt élt Ahet-Atonban; mindkettőjüket említik a sírban.

## Sírja
Huja sírja a királysírnak helyet adó váditól északra elhelyezkedő hat sír, az ún. Északi sírok közül a legészakabbi; elhelyezkedéséből és díszítéséből ítélve valószínűleg az utolsók közt elkezdett sírok közé tartozik. A sír nyugat-keleti tájolású és az amarnai sírokra jellemző alaprajzú: az első folyosó oszlopos külső csarnokba vezet, innen újabb folyosó vezet a belső csarnokba, majd innen egyenesen a szentély nyílik. A sír díszítései történelmi szempontból jelentősek; megörökítenek olyan eseményeket, mint az Ehnaton 12. évében rendezett nagy ünnepség, és arról is tanúskodnak, hogy Tije anyakirályné huzamosabb időn át tartózkodott Ahet-Atonban.